# Anbhav prakash
Anbhav prakash est l'expérience de l'illumination chez les sikhs. Une personne qui est devenue gurmukh (centrée sur Dieu), c'est-à-dire qui suit les voix des Gurus plutôt que ses bas désirs, peut percevoir la réalité autrement. Elle est alors animée d'une réalité proche de la mukti, la libération.